# Волинцеве
Воли́нцеве — село в Україні, у Новослобідській сільській громаді Конотопського району Сумської області. Населення становить 308 осіб. До 2017 орган місцевого самоврядування — Юр'ївська сільська рада.

## Географія
Село Волинцеве знаходиться на правому березі річки Сейм на одній з її стариць — Горн, вище за течією на відстані 3 км розташоване село Іванівка, нижче за течією на відстані 2,5 км розташоване село Козлівка, на протилежному березі — село Піски. Річка в цьому місці звивиста, утворює лимани, стариці і заболочені озера. Навколо села багато іригаційних каналів.
Біля села протікає річка Горн, права притока Сейму.

## Археологія
За пам'яткою у селі названа волинцівська культура раннього середньовіччя.

## Історія
За даними на 1862 рік у казеному та власницькому селі Путивльського повіту Курської губернії мешкало 730 осіб (367 чоловіків та 363 жінки), налічувалось 52 дворових господарства, існувала православна церква.
Станом на 1880 рік у колишньому державному та власницькому селі, центрі Волинцівської волості, мешкало 535 осіб, налічувалось 77 дворових господарств, існувала православна церква. За 8 верст — винокурний завод.
Село постраждало внаслідок геноциду українського народу, проведеного урядом СССР в 1932—1933 роках.
12 червня 2020 року, відповідно до розпорядження Кабінету Міністрів України № 723-р «Про визначення адміністративних центрів та затвердження територій територіальних громад Сумської області», село увійшло до складу Новослобідської сільської громади.
19 липня 2020 року, в результаті адміністративно-територіальної реформи та ліквідації Путивльського району, увійшло до складу новоутвореного Конотопського району.

## Відомі люди
- Масалитинів Дмитро Григорович — полковник Армії УНР.[6]
- Кривопішин Олексій Мефодійович — начальник Південно-Західної залізниці (2002—2005, та з 2006)

## Природа
У заплаві річки Сейм (річка) поблизу села стрічається рідкісний червонокнижний вид — Хохуля руська (Desmana moschata L.), який потрапив сюди після 1970 року, коли його було штучно акліматизовано на території суміжної з Україною Брянської області Росії.